# هورسفلدية رائعة
هورسفلدية رائعة (الاسم العلمي:Horsfieldia splendida) هي نوع هجين من النباتات تتبع جنس الهورسفلدية من الفصيلة البسباسية.